# Lái Hiếu
Lái Hiếu là một phường thuộc thành phố Ngã Bảy, tỉnh Hậu Giang, Việt Nam.

## Địa lý
Phường Lái Hiếu có vị trí địa lý:
- Phía đông giáp phường Hiệp Thành
- Phía tây và phía nam giáp huyện Phụng Hiệp
- Phía bắc giáp phường Ngã Bảy và phường Hiệp Lợi.

Phường Lái Hiếu có diện tích 8,16 km², dân số năm 2005 là 9.826 người, mật độ dân số đạt 1.204 người/km².

## Hành chính
Phường Lái Hiếu được chia thành 6 khu vực: I, II, III, IV, V, VI.

## Lịch sử
Ngày 26 tháng 7 năm 2005, Chính phủ ban hành Nghị định số 98/2005/NĐ-CP về việc thành lập phường Lái Hiếu trên cơ sở 357,99 ha diện tích tự nhiên và 7.160 nhân khẩu của thị trấn Phụng Hiệp; 338,38 ha diện tích tự nhiên và 1.996 nhân khẩu của xã Phụng Hiệp; 120 ha diện tích tự nhiên và 670 nhân khẩu của xã Tân Phước Hưng.
Phường Lái Hiếu có 816,37 ha và dân số là 9.826 người.
Ngày 27 tháng 10 năm 2006, Chính phủ ban hành Nghị định số 124/2006/NĐ-CP về việc đổi tên thị xã Tân Hiệp thành thị xã Ngã Bảy và phường Lái Hiếu trực thuộc thị xã Ngã Bảy.
Ngày 10 tháng 1 năm 2020, Ủy ban Thường vụ Quốc hội ban hành Nghị quyết số 869/NQ-UBTVQH14 về việc thành lập thành phố Ngã Bảy thuộc tỉnh Hậu Giang. Phường Lái Hiếu trực thuộc thành phố Ngã Bảy.

## Xã hội
1. Bệnh viện Đa khoa khu vực Ngã Bảy
2. Trường THCS Nguyễn Trãi
3. Trường THPT Lê Quý Đôn.